# Vjačeslav Druzjaka
Vjačeslav Druzjaka, ukrajinsky В’ячеслав Михайлович Друзяка, (* 16. května 1940 obec Stanislav Bilozerského okresu Chersonské oblasti) je současný ukrajinský lyrický básník, překladatel, hudebník, dirigent, skladatel, hudební pedagog a publicista.

## Život
Narodil se v rodině námořníka Mychajla Druzjaky (1912–1979) a učitelky Lidie (1919–2009), rozené Nečypurenkové. Má mladšího bratra Oleksandra (* 1949).
Maturoval na střední škole ve Stanislavě (1957), kde jeho učitelem ukrajinštiny a ukrajinské literatury byl ředitel školy a spisovatel Kosť Holoboroďko (1899–1973). Absolvoval Nikopolské pedagogické učiliště (1960) a, po základní vojenské službě (1960–1963), také Kyjevskou státní konservatoř (1968) v oboru knoflíkový akordeon ve třídě profesora Ivana Aleksějeva (1923–1992) a v oboru sborové dirigování ve třídě profesora Pavla Muravského (1914–2014).
Ještě jako student Nikopolského pedagogického učiliště začal v únoru 1959 pracovat tam jako koncertní mistr. Pak působil jako dirigent a učitel hry na knoflíkový akordeon a sborového dirigování v Lipecku (1968–1970) v Ruské federaci, v Mykolajivě (1970–1972) a v Oděse (1972–1997) na Ukrajině.
První básně napsal ještě jako student střední školy, ale začal je publikovat až v roce 1989.
Člen Národního svazu spisovatelů Ukrajiny (1999), České asociace ukrajinistů (2000) a společností „Ukrajinská iniciativa“ v České republice, zakládající člen „Sdružení Čechů z Bohemky a jejich přátel“ při občanském sdružení Exulant (2000).
Od roku 1997 žije s manželkou Marií v Milovicích v okrese Nymburk.

## Dílo
Autor sbírek básní „Vikno lymanu“ (1995), „Stepovyj vsesvit“ (1997), „V obijmach radosti i žurby“ (2007), „Ukrajina – mij biľ i nadija“ (2010), četných básní, poem a poetických překladu z ruštiny, angličtiny a češtiny v časopisech, sbornících a na Internetu, článků, interviewů a hudby k vlastním písním a k básním-písním Pavla Hirnyka, Antona Michajlevského, Lavrentije Nahorného, Viktora Naruševyče, Boryse Olijnyka, Oleha Olijnykiva, Bohdana Sušynského, Valerije Trochliba aj. Kolem 20 jeho písní často zní v ukrajinském rozhlase a v televizi a některé na rozhlasových stanicích Svobodná Evropa a Hlas Ameriky.
Je znám jako pěvec jižně ukrajinské přírody, rodného kraje a slavné kozácké historie Ukrajiny, ale nevynechává také tragické událostí v životě svého národa, zejména, hladomor-holocaust 1932–1933, píše o současné ukrajinské emigraci do východní a západní Evropy, braní mateřskou řeč apd. Např. v poemě „Genocyd“ (2005), čes. „Genocida“ popsal hladomor 1932–1933 v české obci Bohemka v Mykolajivské oblasti na Ukrajině, odkud pochází jeho manželka-múza Marie Druzjaková-Pluhařová.
Překládá dílo básníků, kteří jsou mu blízcí duchovně. Mezi ně patří Jan Neruda (1834–1891), Jaroslav Vrchlický (1853–1912), Ivan Alexejevič Bunin (1870–1953), české básníky z ukrajinské Volyně Jan Pospíšil (1921–1994) a Antonie Hřibovská (1914–2002) a také Howard Elliott Ashman (1950–1991), Vladimír Domrin (1934–1985), Viktor Dzjuba (1936–2004), Volodymyr Byčkovskij, Viktor Mamontov, Viktor Naruševyč, Valerij Trochlib, Stanislav Stryženjuk aj.
V roce 2000 vyšlo jeho první hudební album „Žuravlyni mriji“(„Jeřábí sny“) čítající 13 písni. Hudbu k jeho básním-písním psali skladatelé Volodymyr Sysojev, Pavlo Rjabošapka, Oleksandr Bevz a Svitlana Perepelova.
| Báseň Jana Pospíšila o rodné vísce Hlinsku Vesničko moje na Volyni (1947) ze sbírky Setkaní a loučení (1993) | |
| Český originál | Ukrajinský překlad Vjačeslava Druzjaky |
| Vesničko moje na Volyni Vesničko moje na Volyni, tak tichá, skromná ve své kráse když sady tvoje stříbří jíní, i máj když z květů usmívá se. Vzpomínka útěchou mně byla, když sám jsem zůstal v cizí zemi, na tebe, vesničko má milá, nejhezčí vísko mezi všemi. I pak, když domov svůj jsem našel po letech bouří, trmácení, na Volyň vracely se zase tak často vzpomínky mé v snění. Zda ještě bílé domky svítí skrz zeleň zahrad? Nad potokem zda rozkvétá na lukách kvítí s příchodem jara každým rokem? Zda zlatý lán pšeničných polí objímá jako kdysi tebe? Zda stejně krásně nad topoly se klene ukrajinské nebe? Tvůj obraz tolik blízký, známý, mi zmizel v nedozírné dálno – a často, věř mi, připadá mi, že tomu je už dávno, dávno, kdy naposledy tiché sbohem jsem šeptal chvějícíma rtoma a sám šel světem se svým bolem, své štěstí s tebou nechal doma . . . Domovem naším zveme nyní vlast našich předků, českou zemí – vesničko moje na Volyni, po tobě stejně stýská se mi. | Cело моє там, на Волині в зажурі тихій, серце крає, коли сади посріблить іній, чи май із квіту визирає. Та думка душу мені гріла, коли лишився на чужині. про тебе, краю рідний, милий, що найдорожчий в світі й нині ... Опісля, аж знайшов родину заживши біль, й безмежну втому, все ж повертаюсь у дитинство у світлих спогадах додому. Чи білі хатки все ще сяють крізь зелень саду? Над потоком, чи луки рясно розцвітають, коли весна прийде, щороку? Духмяний лан пшениць прегарних ще пригортається до тебе? І чи схиляється безхмарне в задумі українське небо? За тебе я віддав би серце, та поросло все те травою ... І все ж, повір, мені здається, що все було те не зі мною. Коли в останнє, тихо „Збогом!“ – прорік тремтливими вустами, лишив я щастя за порогом, а біль свою поніс світами. Домівкою звемо ми нині край наших предків - землю чеську. В село моє, що на Волині крізь серце протоптав я стежку... |

### Sbírky
- VIKNO LYMANU : Liryka / Ed. L. I. Naruševyč; Grafická úprava S. Je. Sytnykov. – Odesa : Pivdeň, 1995. – 32 s. ISBN 5-7707-8281-1
- [VIRŠI]. – In: Pys’mennyky Odeščyny na meži tysjačoliť: Antolohija – dovidnyk / Sest. B. I. Sušyns’kyj. – Odesa: Aľfa-Omega: OKFA, 1999. – S. 105-107. ISBN 966-571-043-5.
- STEPOVYJ VSESVIT : Poeziji / Ed. V. V. Naruševyč; Úvod a grafická úprava B. I. Sušyns’kyj. – Oděsa: Čornomor’ja, 1997. – 59 s. ISBN 966-555-130-2
- V OBIJMACH RADOSTI I ŽURBY: Virši / Uvod Oleksa Riznyčenko, závěr Alexandr Drbal. – První vyd. – Praha; Milovice: Vlastní nákl., 2007. - 78 s. – [Sbírka vyšla na elektronickém nosiči].
- UKRAJINA – MIJ BIĽ I NADIJA: sbírka básni a písní / Úvod Oleksa Riznyčenko a Oleksandr Holoboroďko. – Kyjiv; Cherson: Prosvita, 2010. – 158 s. : portrét, noty, obr. ISBN 978-966-2133-52-3.
- SELO MOJE TAM NA VOLYNI… Pereklady ta poeziji Vjačeslava Druzjaky. - In: Porohy (Praha). – Roč. 18, č. 4 (2010), s. 26-27 : 1 obr.

### Články, recenze
- PAMJATI VASYLJA ZEMLJAKA. – In: Porohy (Praha). – Roč. 11, č. 2 (2003), s. 10-11 : 1 obr.
- SYSOJEV VOLODJA. Z NADIJEJU I BOLEM V SERCI: [O zpěvnících Volodymyra Sysojeva]. – In: Tatarbunarskij věstník (Tatarbunary, Oděská oblast). – Č. 79 / 5109 (17.10.2007), s. 1-2 : 2 obr.
- CARS’KYJ PODARUNOK BIDNOHO MUZYKY: [O zpěvnících Volodymyra Sysojeva]. - In: Čornomors’ki novyny (Oděsa). – 27.10.2007.
- ŠČYRO DO SVITU: [recenze na básnickou sbírku Petra Šuľhy (Kyjev)]. – In: Hovoryť i pokazuje Ukrajina (Kyjev). – 17.11.2005.